# Лефевр, Андре (политик)
Андре Лефевр (фр. André Lefèvre; 17 июня 1869, X округ Парижа — 5 ноября 1929, Париж) — французский политик умеренно-левых взглядов, военный министр Франции (1920).

## Биография
Андре Жозеф Лефевр родился в Париже 17 июня 1869 года в семье инженера. Будущий политик окончил лицей Шапталя и Горную школу. Начал свою политическую карьеру в качестве секретаря политика и учёного-химика Альфреда Наке. В 1893 году Лефевр впервые привлёк к себе внимание, как соратник социалиста Рене Вивиани и один из корреспондентов социалистического журнала «La Petite République». С 1907 по 1908 год Лефевр был президентом городского совета Парижа.
В 1910 году он стал членом Палаты депутатов французского парламента от города Экс-ан-Прованс (в департаменте Буш-дю-Рон). 3 ноября 1910 года Лефевр был назначен заместителем государственного секретаря по финансам во втором кабинете Аристида Бриана. Лефевр мало чем запомнился в этом качестве, и ушёл в отставку 3 февраля 1911 года. 
По результатам всеобщих выборов 26 апреля 1914 года он, однако, сохранил свое место в Палате депутатов и присоединился к фракции «Union républicaine radicale et socialiste» («Союз радикальных и социалистических республиканцев»). С началом Первой мировой войны, Лефевр, как человек с инженерным образованием, получил звание временного военного инженера, и следующие четыре года провел, изучая производство и использование взрывчатых веществ, ракет и боеприпасов. 3 сентября 1918 года Лефевр запатентовал новый тип снаряда. На выборах 16 ноября 1919 года Лефевр снова переизбрался в Палату депутатов, где присоединился к фракции Демократический альянс. Он стал вице-президентом Палаты депутатов 13 января 1920 года, однако уж 20 января 1920 года был назначен военным министром.
На протяжении почти всего 1920 года (с 20 января по 16 декабря) Лефевр являлся военным министром Франции в правительствах Мильерана (двух составов) и Лейга. На этот период пришлась одна из основных фаз Гражданской войны в России, в ходе которой Франция оказывала помощь Белым армиям. 
Лефевр был человеком умеренно-левых взглядов, но при этом сопротивлялся курсу чрезмерной демилитаризации, которого многие представители французского общества желали и требовали после окончания Первой Мировой войны. Так, когда большинство сенаторов и депутатов высказались за сокращение срока воинской службы по призыву, Лефевр, видевший, что немцы не собираются в полной мере соблюдать военные статьи Версальского договора, настаивал на сохранении двухлетнего срока службы. Однако, на заседании 27 октября 1920 года Высший совет национальной обороны единогласно постановил сократить срок военной службы до 18 месяцев. Лефевр и Совет министров согласились на это при условии, что парламент согласится на переходный период, в ходе которого срок воинской службы останется двухлетним.
Постепенно, позиция Лефевра перестала устраивать его более левых соратников. 14 декабря 1920 года, когда Лефевр выезжал на воды в Виши, правительство предложило парламенту законопроект о реорганизации армии, который сокращал количество дивизий, которые могли быть немедленно мобилизованы. Лефевр был глубоко разочарован и обеспокоен этими сокращениями, и ушёл из кабинета министров 16 декабря 1920 года.
После этого он был повторно назначен вице-президентом Палаты депутатов, но не был переизбран на всеобщих выборах 11 мая 1924 года. 
Андре Лефевр никогда не был женат. Он был командором ордена Почётного легиона. Скончался в Париже 5 ноября 1929 года.